# Вівня (село)
Ві́вня — село в Україні в складі Стрийської міської громади, у Стрийському районі Львівської області. Населення становить 686 осіб. Орган місцевого самоврядування — Стрийська міська рада.

## Історія
У 1399 році згадується монастир у Вовні, що свідчить про заселеність села, ще у давньоруську добу. В цей час входило до Перемиської князівства у складі Київської та Галицько-Волинської Русі, а, згодом, до території Перемиської землі Руського воєводства Польського королівства  та Речі Посполитої. У другій половині 17 століття належала до маєтностей руського воєводи Стефана Чарнецького. У 18 столітті увійшла до складу Австрійської імперії, а з 1918 — у складі ЗУНР та УНР. Окупована польськими військами, виділена в окрему ґміну Станіславовського воєводства ІІ Речі Посполитої. З 1944 під окупацією СРСР, а з 1991 — у відновленій Україні.

## Населення

### Мова
Розподіл населення за рідною мовою за даними перепису 2001 року:
| Мова       | Кількість | Відсоток |
| ---------- | --------- | -------- |
| українська | 678       | 98.83%   |
| вірменська | 5         | 0.73%    |
| російська  | 3         | 0.44%    |
| Усього     | 686       | 100%     |

## Школа
1886 населення Вівні становило 427 осіб. 28 листопада 1888 крайова рада ухвалила, що у селі буде працювати філіальна школа з 1 вересня 1889 року, яка буде належати до етатової школи у Добрянах. З 1 липня 1892 року школа отримала статус етатової, тобто самостійної, під державним наглядом. 1914 школу відвідувало 70 дітей. Це була однокласова українська школа. 1935 вже існувала двокласова школа, в якій навчалось 118 дітей. 1951 відкрита школа із семирічним навчанням, а 1955 почала працювати восьмирічна школа, в якій навчалась 121 дитина.
8 серпня 2002 відкрито новий корпус школи. У школі навчається 52 учнів. З 1 січня 2010 року шкільну установу реорганізовано у НВК «Вівнянський загальноосвітній навчальний заклад I—II ступенів дошкільний навчальний заклад.»

## Релігія
Церква у Вівні була збудована 1907 року на честь Собору Пресвятої Богородиці. Її будівництво тривало всього два роки. Вона постала замість дерев'яної церкви, яка згоріла 1905 року внаслідок короткого замикання. Архітектором нового храму був Іван Левинський.
В селі уніатська громада, яка належить до парафії Собору Пресвятої Богородиці Добрянського деканату Стрийської єпархії Львівської унійної архієпархії Римської Церкви.

## Сучасний стан
У селі є Бібліотека, яка знаходиться на території сільської ради в приміщенні Народного дому, займає 2 кімнати. Завідує бібліотекою Іванна Матвіїв. Бібліотека обслуговує 547 користувачів, з них користувачів-дітей віком до 15 років — 87, користувачів-юнацтва — 67. Фонд налічує 5 673 прим. документів, з них: 5 581 — книг і 92- періодичних видань.

## Політика

### Парламентські вибори, 2019
На позачергових парламентських виборах 2019 року у селі функціонувала окрема виборча дільниця № 461440, розташована у приміщенні будинку культури.
Результати
- зареєстровано 507 виборців, явка 75,74%, найбільше голосів віддано за партію «Голос» — 23,44%, за «Слугу народу» — 19,01%, за Всеукраїнське об'єднання «Свобода» — 13,54%.[3] В одномандатному окрузі найбільше голосів отримав Андрій Гергерт (Всеукраїнське об'єднання «Свобода») — 57,29%, за Володимира Наконечного (Слуга народу) — 11,20%, за Андрія Кота (самовисування) — 6,25%[4].

## Пам'ятки
У селі є церква Собору Пресвятої Богородиці.

## Відомі земляки
- Володимир (Ладика) (1956) ― архієрей Православної церкви України, митрополит Миколаївський та Богоявленський.